# Партия на свободата на Австрия
Партия на свободата на Австрия (на немски: Freiheitliche Partei Österreichs) е крайнодесните австрийска политическа партия, идентифицираща се с националния консерватизъм. През април 2005 г. Йорг Хайдер и други партийни членове се отцепват, за да създадат нова политическа партия — Съюз за бъдещето на Австрия.
На изборите за Национален съвет (долната камара на австрийския парламент), проведени на 28 септември 2008 г., партията печели 17,5% от гласовете, или 34 депутатски места, а на изборите проведени на 29 септември 2013 г. – 20,5% осигуряващи ѝ 40 места.
На първи тур на президентските избори, провели се на 24 април 2016 г., партийният кандидат Норберт Хофер печели безапелационно с 35,4% от над 68% упражнили правото си на глас австрийци.